# Bulbophyllum ionophyllum
Bulbophyllum ionophyllum là một loài phong lan thuộc chi Bulbophyllum.